# 1&1 SmartPad
Das 1&1 SmartPad ist ein Tabletcomputer des Internet Providers 1&1, dessen Hardware von NEC Corporation geliefert wurde. Es lässt sich über einen Touchscreen mit der Bildschirmgröße von 7″ bedienen.
Das SmartPad wurde von Juli bis Ende September 2010 ausgeliefert, danach sollten laut Konzernchef Dommermuth andere Tablets folgen, was aber nicht geschehen ist. Nach Angaben von United Internet wurden 25.000 Smartpads bei NEC bestellt.

## Betriebssystem
Als Betriebssystem wird ein stark modifiziertes Android in der Version 1.6 verwendet. Da aber unter anderem weder ein GPS- noch ein 3G-Modul vorhanden ist, sind mehrere Funktionen dieses Betriebssystems deaktiviert. Durch diese Deaktivierung ist das Gerät von Google nicht zertifiziert, zudem wird gegen die Lizenzbestimmung von Google Inc. verstoßen, weshalb das Gerät von Google auch keinen Zugriff auf Inhalte im Google Play Store gewährt bekommt (Per Modfizieren der Software ist es aber möglich Google Play nachzurüsten, es funktioniert aufgrund der fehlenden Google-Zertifizierung aber nur eingeschränkt.), Stattdessen soll ein eigener 1&1 App Store das Gerät mit Apps versorgen. Allerdings hält dieser App Store nur eine sehr geringe Auswahl von expliziten 1&1-geprüften Apps zur Verfügung. Seit Oktober wird ein Update auf Android in der Version 2.2 Froyo angeboten.

## Hardware
Verwendet wird ein 500-MHz-ARM11-Prozessor. Der Arbeitsspeicher beträgt 256 MB. Dazu kommt ein interner Flash-Speicher mit 1 GB. Zur Basisausstattung gehören WLAN-802.11b/g/n, ein USB-2.0-Anschluss sowie ein SDHC-Speicherkarten Slot und ein Infrarot-Sender. Zur Audioübertragung ist ein 3,5-mm-Klinkenstecker verbaut. Aufgeladen wird das SmartPad über einen Micro-USB-Anschluss. Der Akku hat eine Kapazität von 2500 mAh und hält bis zu 4 Stunden durch.

## Kritik
Das von 1&1 entwickelte Tablet Smartpad wurde vom Onlinemagazin CHIP als „Schrott-Tablet“ bezeichnet, aufgrund des unter anderem fehlenden Google Play Stores und des resistiven Displays. Weiterhin wurde die fehlende Unterstützung von Adobe Flash und die langsame Reaktion bemängelt.